# Min själ skall lova Herran
Min själ skall lova Herran (Nun lob, mein Seel, den Herren) är en lovpsalm av Johannes Polliander  (även kallad J. Gramann Poliander), skriven 1530 och troligen utgiven år 1540. Melodin (G-dur, 6/4) trycktes i Hans Kugelmanns bok ”Concentus novi trium vocum accomodati” år 1540 och är troligen komponerad av denne eller möjligen bearbetad för att passa denna text. Ofta anges den härstamma från 1400-talet. Samma melodi används till En Fader oss förenar, Han kommer i sin kyrka, Gud gav i skaparorden, O Herre, du som säger och Upp, psaltare och harpa.
Psalmen består av fyra långa verser och bygger på Psaltaren 103 (”Lova Herren, min själ, och förgät icke vad gott han har gjort”). Det är en ljus text, trots tal om synd och förgänglighet, för ”Herrens nåd varar i evighet”. Texten översattes, troligen av Laurentius Petri Nericius, för ”Then Swenska Psalmboken” år 1562 (ej officiellt antagen psalmbok). Översättningen kom in i 1695 års psalmbok med titelraden "Min siäl skal lofwa Herran".
Psalmen bearbetades av Johan Olof Wallin år 1816 och kom därefter även in i 1819 års psalmbok och 1937 års psalmbok.
År 1982 bearbetades den ytterligare av Britt G. Hallqvist för 1986 års psalmbok.

## Publicerad i
- 1572 års psalmbok med titeln MIn siel skal loffua HERran under rubriken "Någhra Davidz Psalmer".[1]

- Göteborgspsalmboken under rubriken "Om Gudz Barmhertigheet".[2]
- 1695 års psalmbok som nr 86  under rubriken "Konung Davids Psalmer".
- 1819 års psalmbok som nr 16 under rubriken "Guds wäsen och egenskaper/Godhet och barmhärtighet".
- Sionstoner 1935 som nr 77 under rubriken "Guds lov".
- 1937 års psalmbok som nr 16, under rubriken "Guds lov".
- Psalmer för bruk vid krigsmakten 1961 som nr 16 vers 1.
- Den svenska psalmboken 1986 som nr 9 under rubriken "Lovsång och tillbedjan".
- Lova Herren 1988 som nr 15 under rubriken "Guds lov".
- I den finlandssvenska psalmboken som nr 282